# Jakub Turek
Jakub Turek (* 22. listopadu 1966 Sokolov) je český novinář. Používá také jméno Kuba Turek nebo redakční zkratku kt. Jeho otec je spisovatel Jiří Turek, bratři jsou výtvarník Filip Turek a podnikatel Ondřej Turek, syn je spisovatel Ondřej Turek.

## Životopis
Narodil se v Sokolově, dětství prožil v západočeských městech a poté se přestěhoval do Prahy. Vystudoval Střední průmyslovou školu zeměměřickou v Praze a pracoval jako geodet. Po roce 1989 vystudoval informační vědu na Filozofické fakultě Univerzity Karlovy v Praze a pracoval jako knihovník.
Od roku 1992 působil v těchto médiích: ekonomický teletext OK3, deník Mladá fronta DNES, ekonomický časopis Profit, sportovní časopisy Outdoor a Bike. V současnosti vede outdoorový portál Horydoly, který vydává společnost UpDown Media.
Specializuje se na cestovní ruch, ekonomiku a spotřebitelská témata.
Do roku 1997 byl členem Ski klubu novinářů České republiky. V letech 2010 - 2022 byl členem vedení Czech Travel Press, od roku 2023 je řadovým členem této novinářské profesní organizace. Do roku 2022 byl instruktorem Českého horolezeckého svazu s kvalifikací high alpine leader. Je autorem 37 prvovýstupů, spravuje skalní oblasti Údolí Zábrdky a dříve spravoval také Děvínské polesí. V letech 2014 a 2017 inicioval informační směrnici, která měla za cíl zprůhlednit činnost ČHS, ale Valné hromady ji neschválily. V roce 2018 byl podmínečně vyloučen z ČHS se zkušební dobou 6 měsíců  kvůli zveřejnění smlouvy mezi ČHS a společností Seznam.
Pod jeho vedením získal ocenění Zlatý středník firemní časopis Kraft Foods za rok 2003, Cenu poroty Tour Region Film portál Horydoly.cz za rok 2006 a ocenění Tourmap série Outdoorových průvodců za rok 2007.